# Wiener Stadtpark

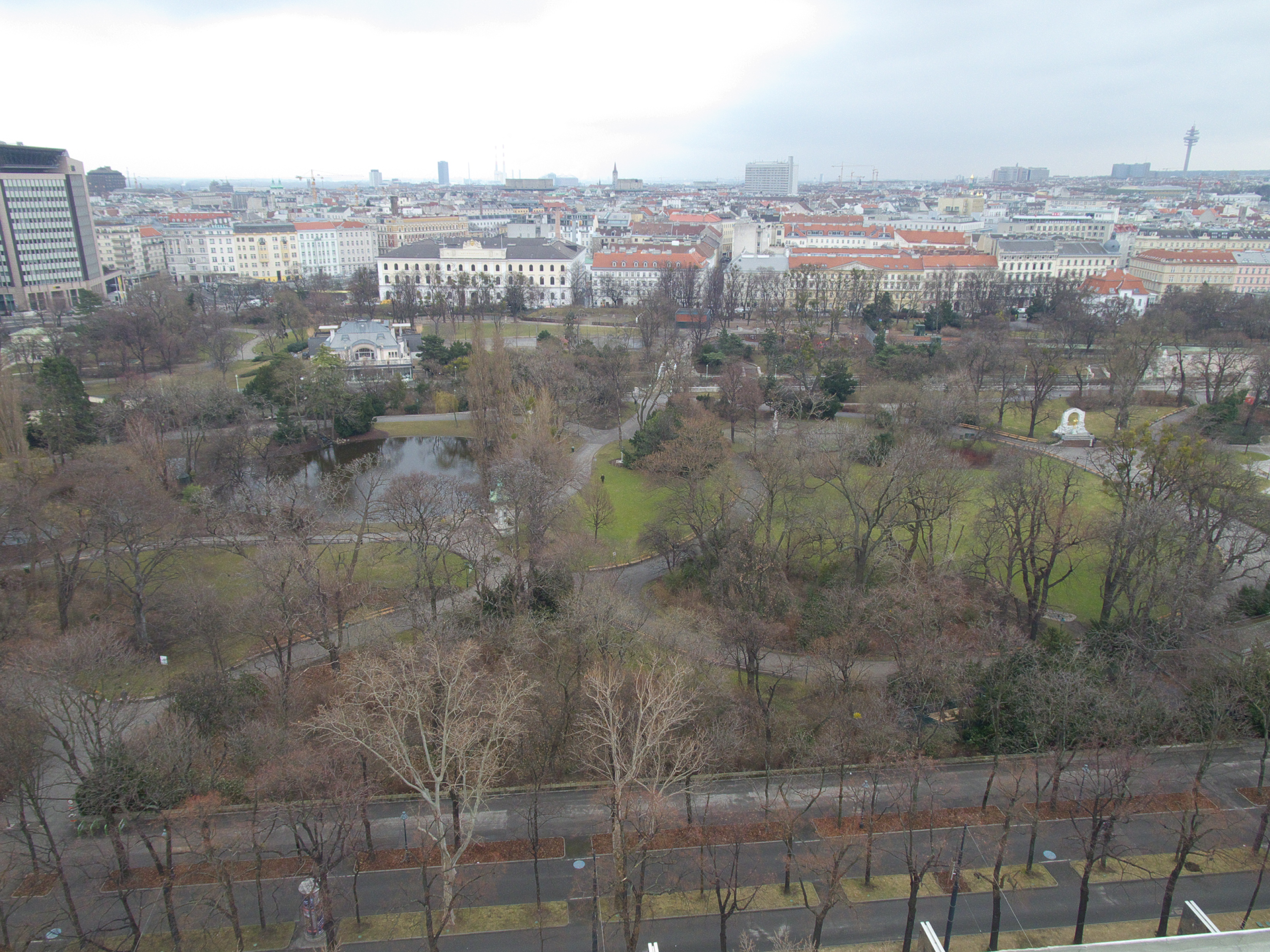
Blick über den Stadtpark vom Gartenbauhochhaus

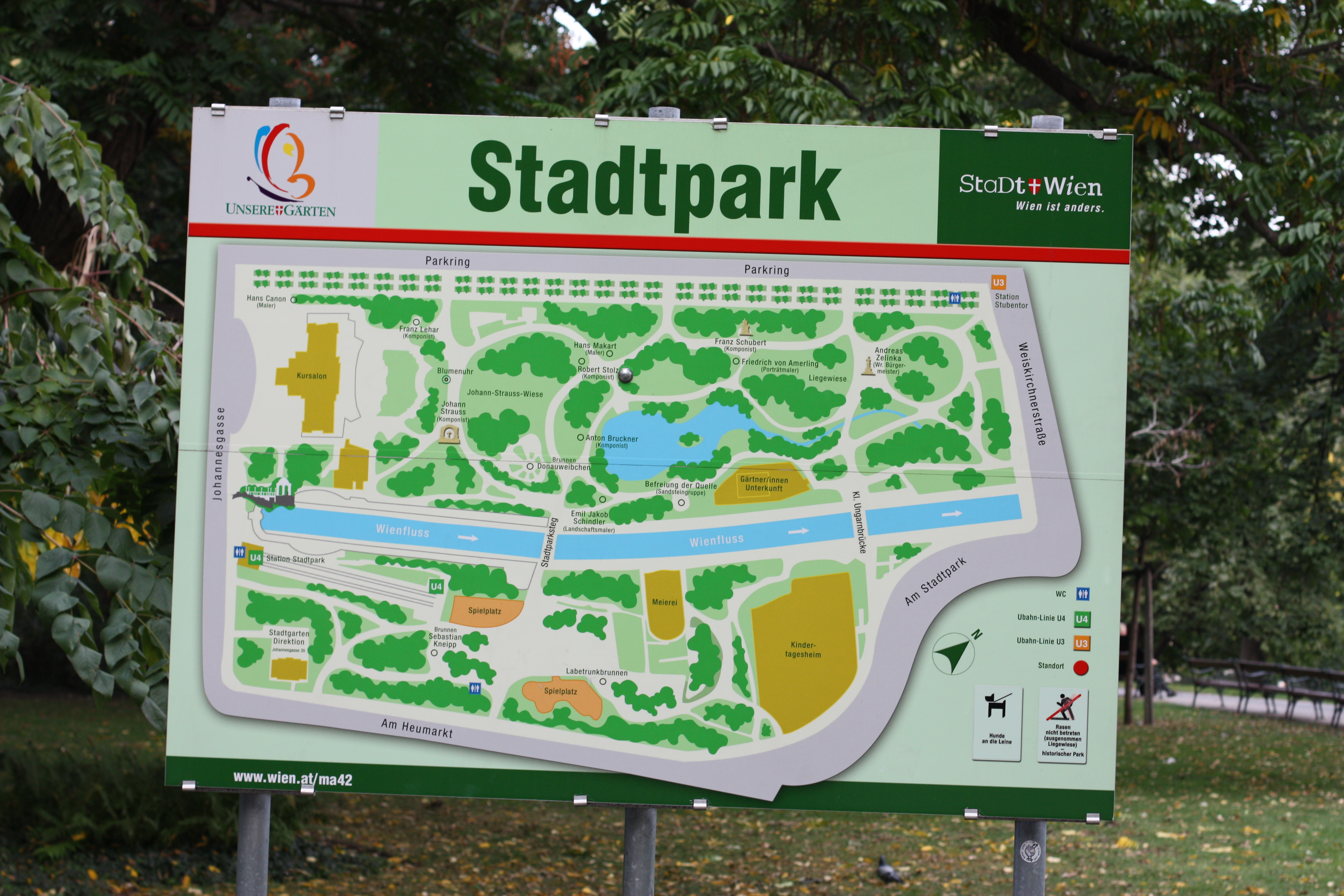
Übersichtsplan

Der Wiener Stadtpark erstreckt sich vom Parkring im 1. Wiener Gemeindebezirk bis zum Heumarkt im 3. Wiener Gemeindebezirk und ist eine sowohl von Touristen als auch von einheimischen Bürgern gern besuchte Wiener Parkanlage. Seine Fläche beträgt 65.000 m².

## Geschichte

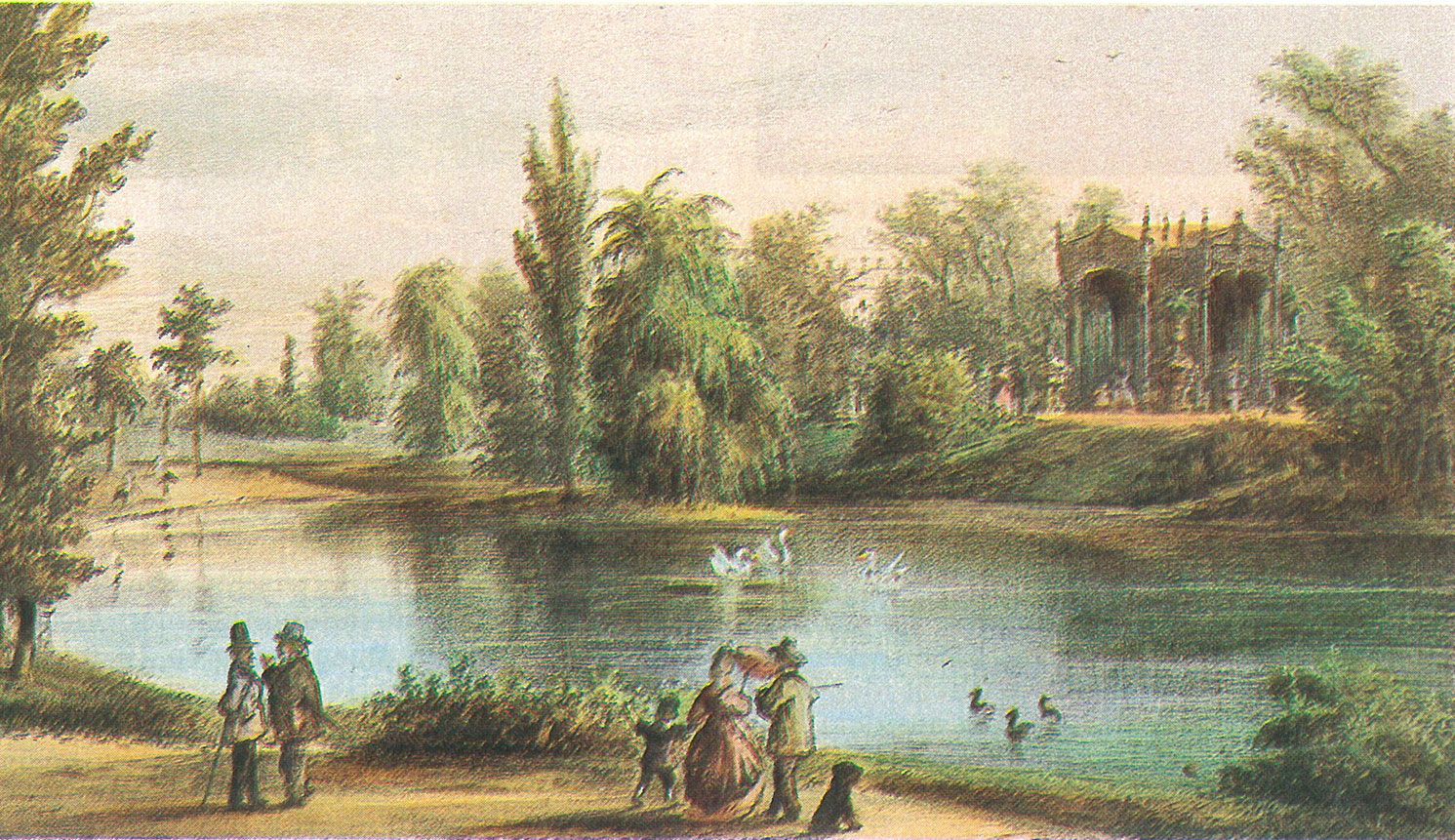
Der Stadtpark, Farblithographie um 1862

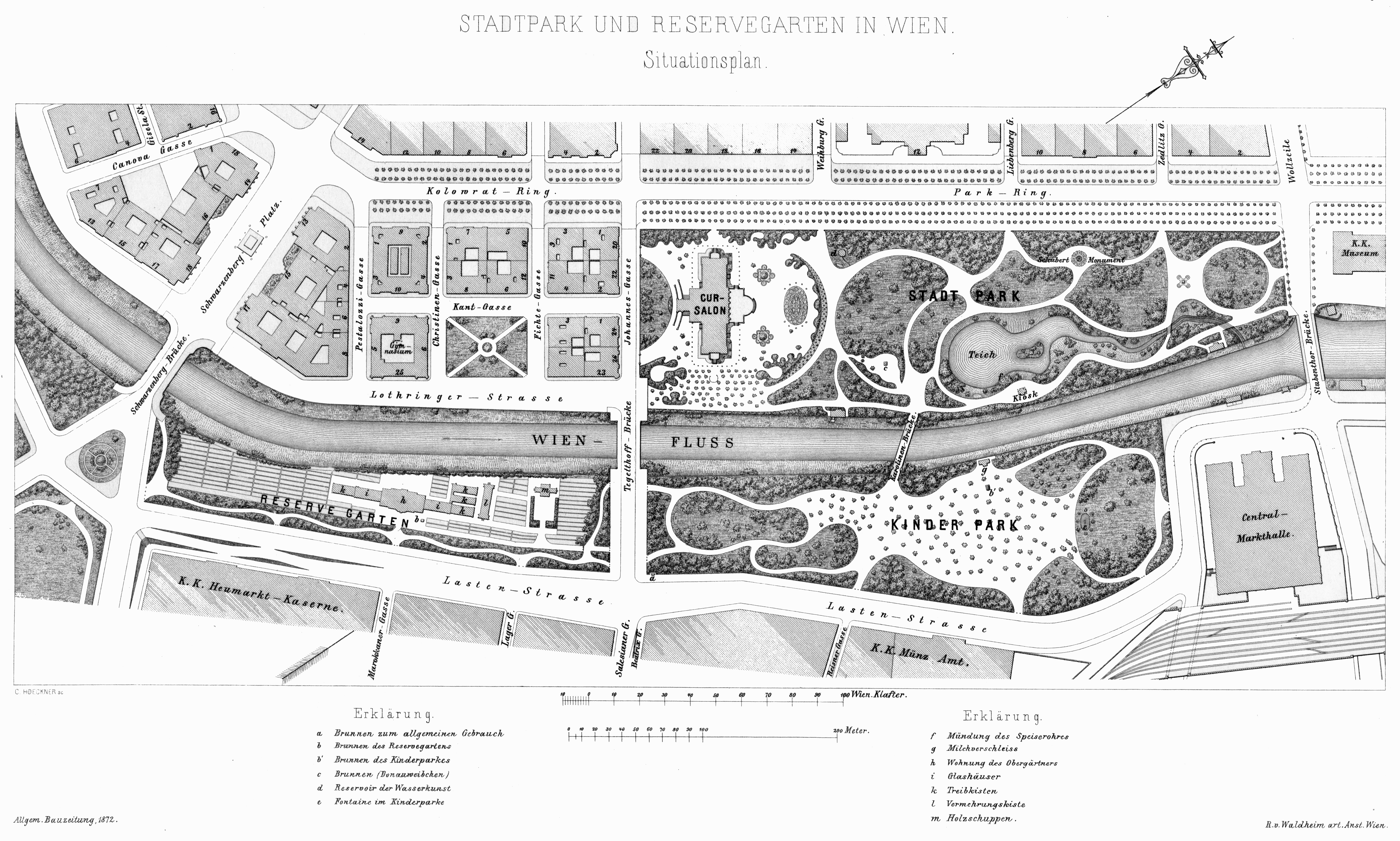
Der Stadtpark von Wien sammt Kursalon und Reservegarten, Lageplan (1872)

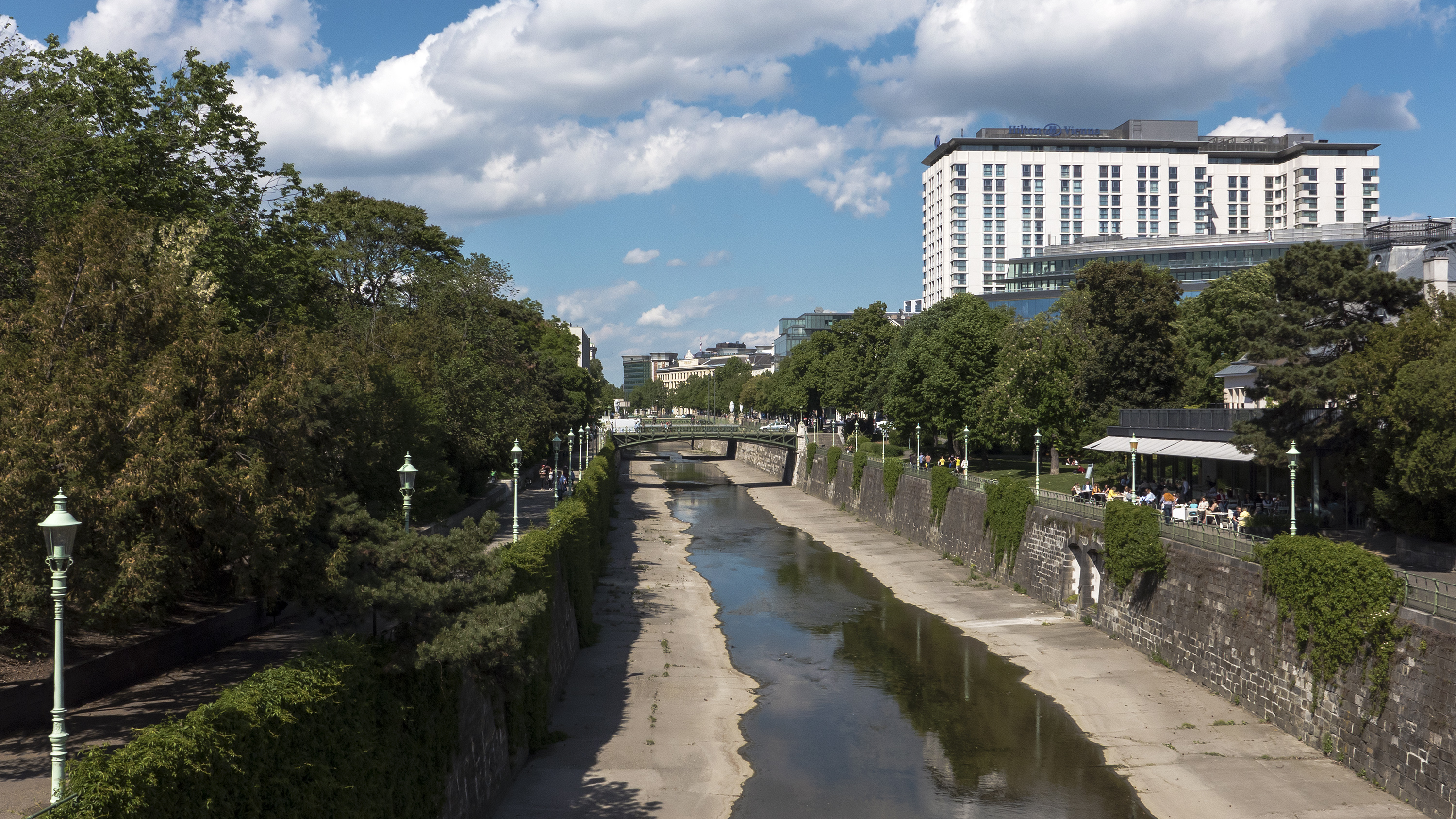
Die Wien im Stadtpark

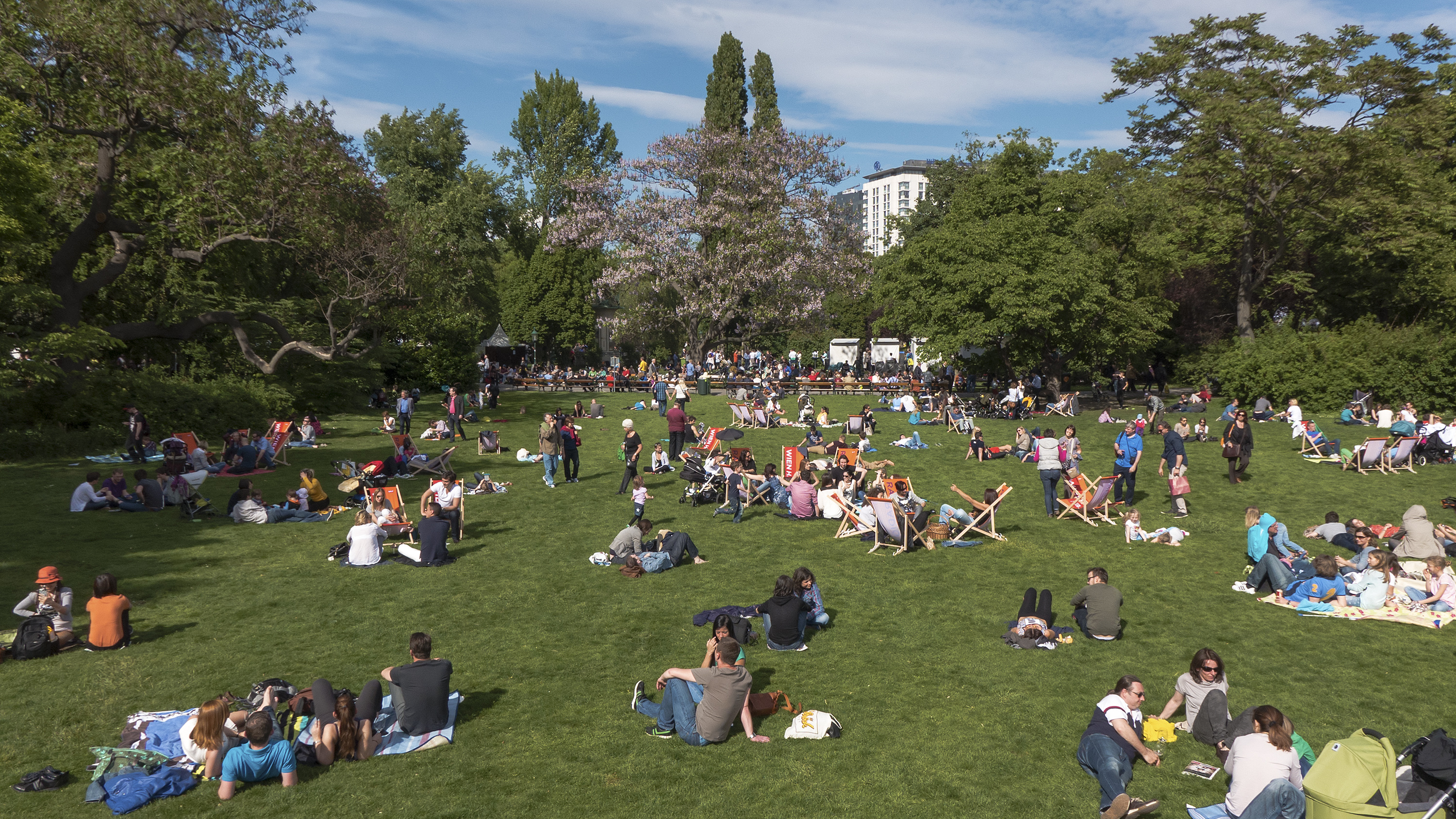
Der Stadtpark am Wochenende

Schon im Biedermeier war das Wasserglacis vor dem Karolinenstadttor ein beliebter Unterhaltungsort. Im Zuge der durch den Abriss der Wiener Stadtmauer erfolgten Umgestaltung in die Wiener Ringstraße wurde vom damaligen Wiener Bürgermeister Andreas Zelinka das Projekt eines öffentlichen Parks auf diesem Gelände gefördert. Im September 1860 übergab der Stadterweiterungsfonds der Stadt Wien kostenlos eine Fläche von 94.000 m² zur Anlage des Stadtparks; 1861 kamen 51.000 m² am rechten Ufer des Wienflusses dazu. Für die Gestaltung des Parks am linken Ufer betrug der Kostenvoranschlag 115.000 Gulden; tatsächlich wurden es dann 1862 180.000 Gulden (ca. 1,6 Mio. Euro).
Geplant wurde dieser Park im Stil englischer Landschaftsparks vom Landschaftsmaler Joseph Sellény, die Planungen überarbeitet und durchgeführt hat der Stadtgärtner Rudolph Siebeck. Am 21. August 1862 wurde der nördliche Teil des Stadtparks samt dem Park-Salon, einer auf Freifläche 300 Gästen Platz bietenden Erfrischungs-Anstalt des Kaffeesieders Heinrich Wilda (1821–1903), eröffnet. Laut anderen Quellen waren große Teile des Stadtparks – ohne offizielle Eröffnung – ab August 1862 für die Öffentlichkeit zugänglich. Der Stadtpark war die zweite städtische Parkanlage Wiens nach dem heute nicht mehr bestehenden Franz-Josefs-Park am Franz-Josefs-Kai.
Am rechten Wienflussufer entstand 1863 der sogenannte Kinderpark, heute vor allem durch asphaltierte Spielplätze und Sportanlagen gekennzeichnet, der über den Stadtparksteg mit dem am linken Ufer gelegenen Stadtpark verbunden ist. Ab dem Winter 1867/68 wurde der Teich im Park alljährlich in einen Eislaufplatz umfunktioniert, der für 30 Kronen Eintrittsgebühr benutzt werden konnte. Da viele Berufstätige nur abends Eis laufen konnten, wurde 1870 eine elektrische Beleuchtung installiert. 1871 wurde der Eislaufplatz dem Pächter des Kursalons überlassen.
In den Jahren 1903 bis 1907 wurde im Parkbereich nach der Regulierung eine von Friedrich Ohmann und Josef Hackhofer geplante Wienflussverbauung mit dem Flussportal, Pavillons und Ufertreppen errichtet, die zu den Sehenswürdigkeiten im Park zählt.
In früheren Zeiten mussten die Besucher des Parks für das Verweilen in aufgestellten Sesseln Gebühren bezahlen, die von den so genannten Sesselweibern eingefordert wurden. Dieser von einer privaten Firma betriebene Besucherservice endete im Jahr 1956.
An die Gestalter des Parks erinnern seit 1891 die Sellenygasse im 2. Bezirk Leopoldstadt und seit 1960 die Siebeckstraße im 22. Bezirk Donaustadt.

## Sehenswürdigkeiten im Park

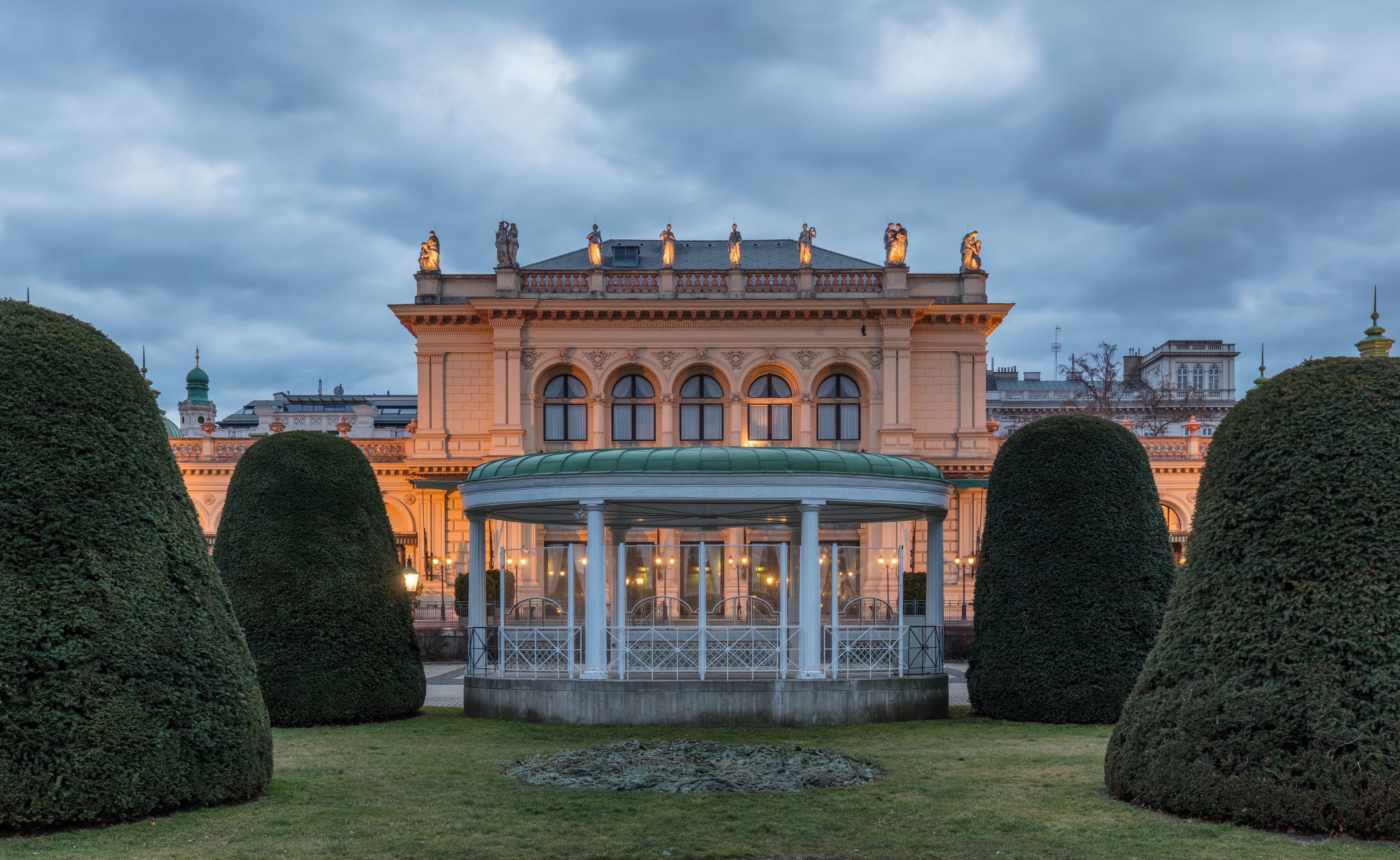
Kursalon Hübner

### Kursalon
Am Wasserglacis stand ein Kurpavillon, in dem Heilwasser für Trinkkuren ausgeschenkt wurde. Dementsprechend wurde auch für den Stadtpark in den Jahren 1865 bis 1867 nach Plänen von Johann Garben der Kursalon erbaut und am 8. Mai 1867 eröffnet. Der Park-Salon des Heinrich Wilda (siehe oben), ein gezimmerter Glas-Pavillon, wurde nach viereinhalb Jahren Betrieb mit 8. Mai 1867 geschlossen und (erfolglos) samt Inventar als Abverkauf angeboten; erst im Februar 1869 beschloss der Gemeinderat, im Wege einer Versteigerung den ehemaligen Salon Wilda gegen 25 Kubikklafter (89,9 m³) Pflastersteine abzutauschen. Wilda, der nächst dem Kinderpark am Heumarkt 15 ein Café führte, hatte sich um die Pacht des Kursalons beworben, unterlag jedoch im Anbotsverfahren den Konkurrenten Johann Hembsch (ehemals Wasserglacis) und Johann Mayer (Café Asperngasse 1).
Das historistische Prachtgebäude im Stil der italienischen Renaissance liegt an der Johannesgasse und besitzt eine weite Terrasse in den Park. Zur Zeit der Gebrüder Strauß war der Kursalon ein beliebtes Tanz- und Konzertlokal, heute ist er nach einer Renovierungsphase wieder Veranstaltungsort für Bälle, Konzerte, Clubbings und Kongresse und beherbergt ein Café-Restaurant.

### Denkmäler
Mit dem vergoldeten Bronzestandbild von Johann Strauss (Sohn) steht im Stadtpark eines der bekanntesten und am meisten fotografierten Denkmäler Wiens. Es stammt von Edmund Hellmer, wurde am 26. Juni 1921 enthüllt und ist umrahmt von einem Marmorrelief (siehe Hauptartikel Johann-Strauß-Denkmal).
Weitere Denkmäler gibt es beispielsweise von Franz Schubert, Franz Lehár, Robert Stolz, Hans Makart, Sebastian Kneipp und Anton Bruckner; der Stadtpark ist der an Denkmälern und Skulpturen reichste Park Wiens.

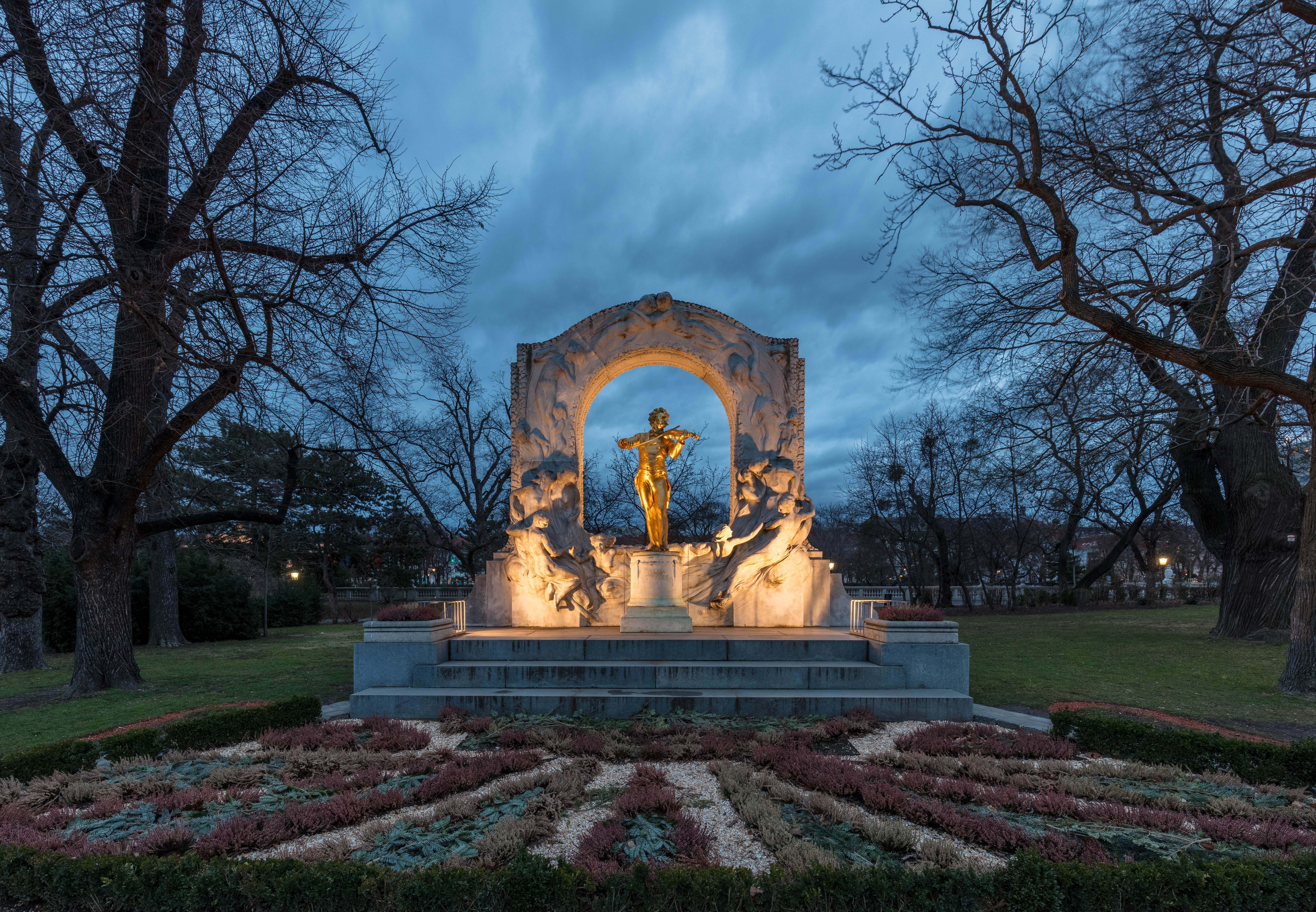
Johann Strauss (Sohn)
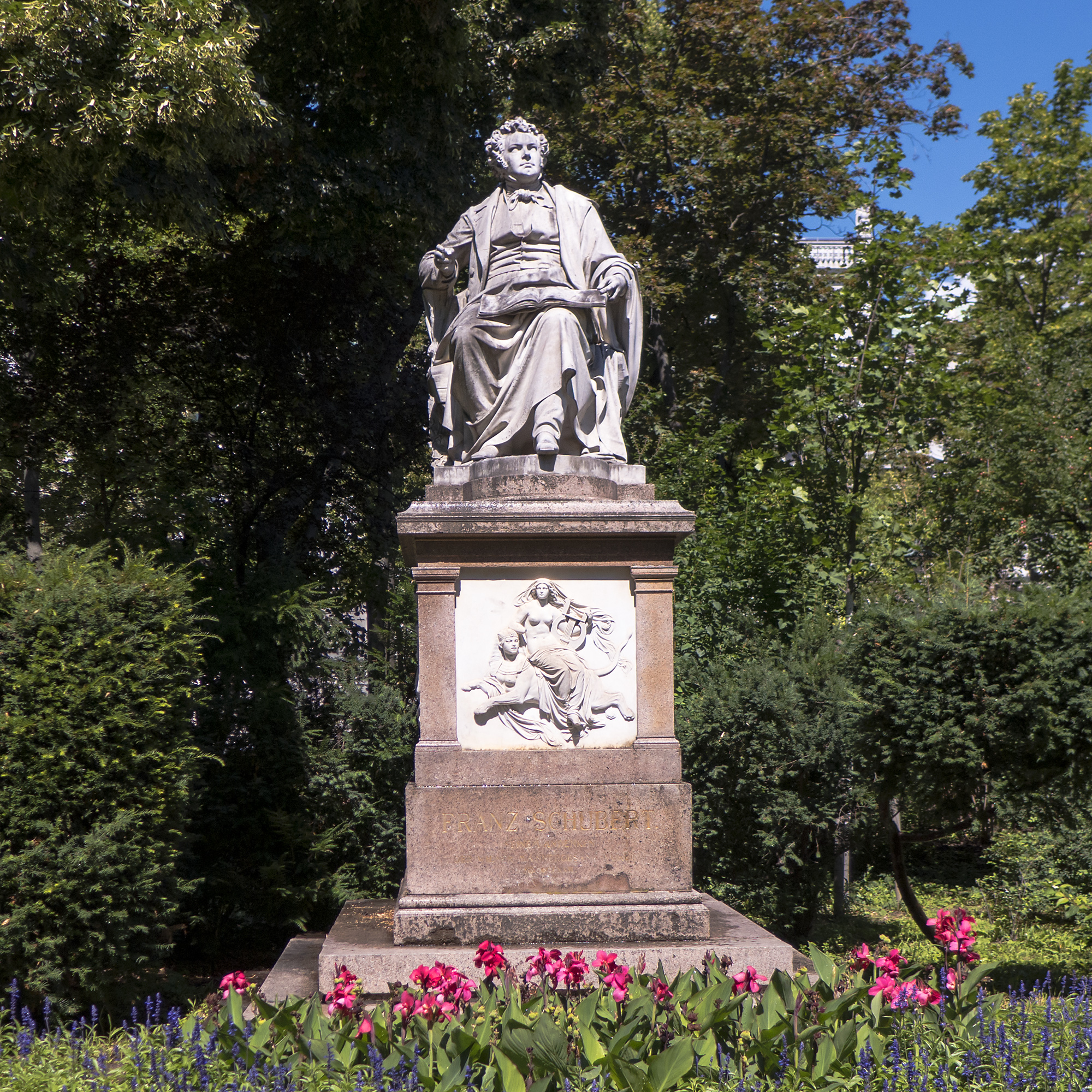
Franz Schubert
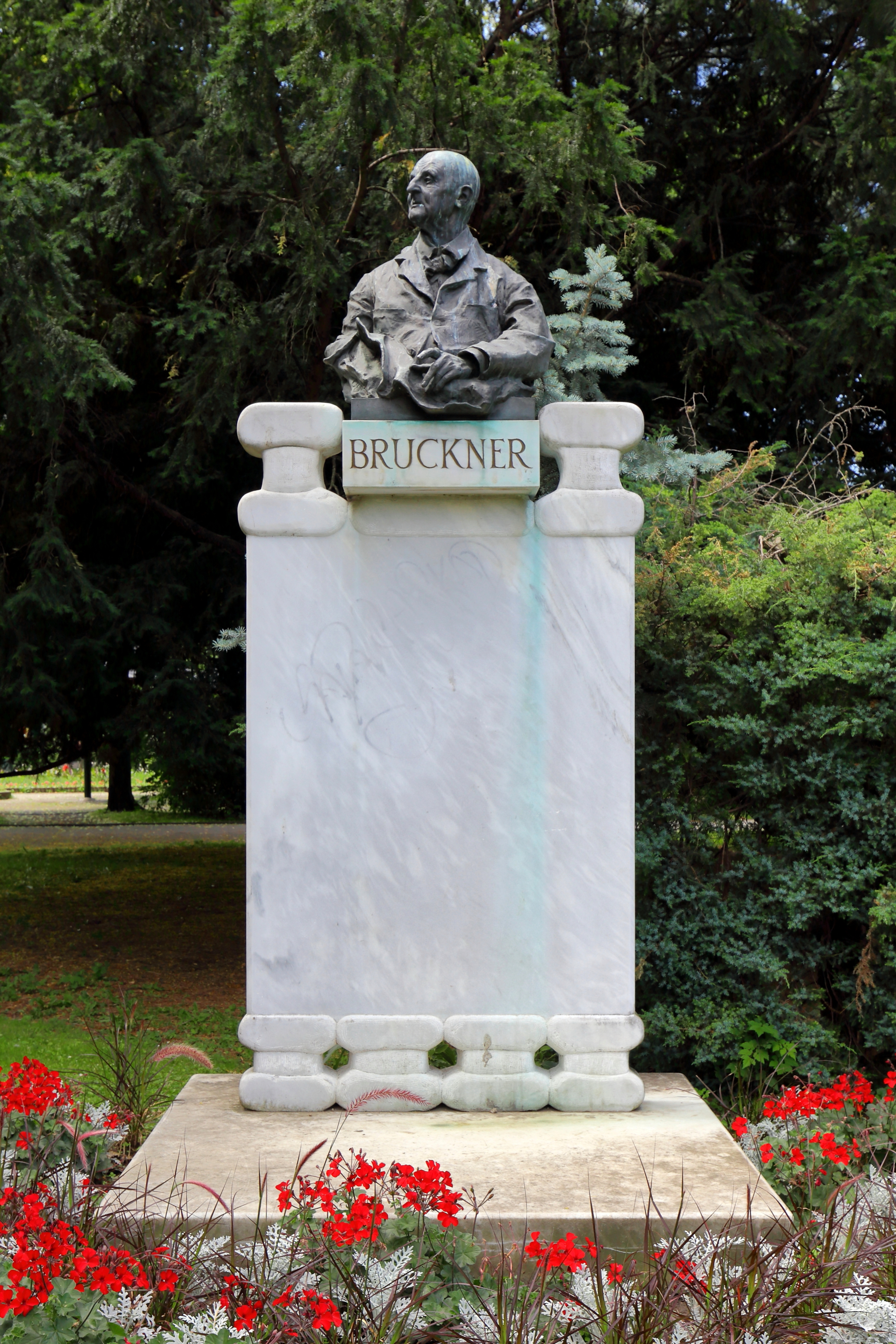
Anton Bruckner
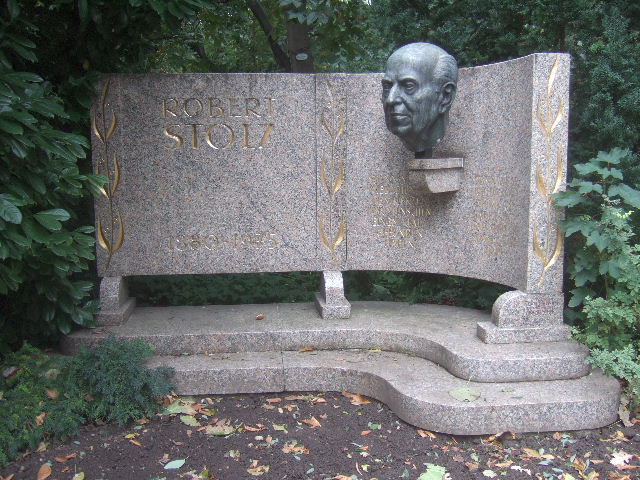
Robert Stolz
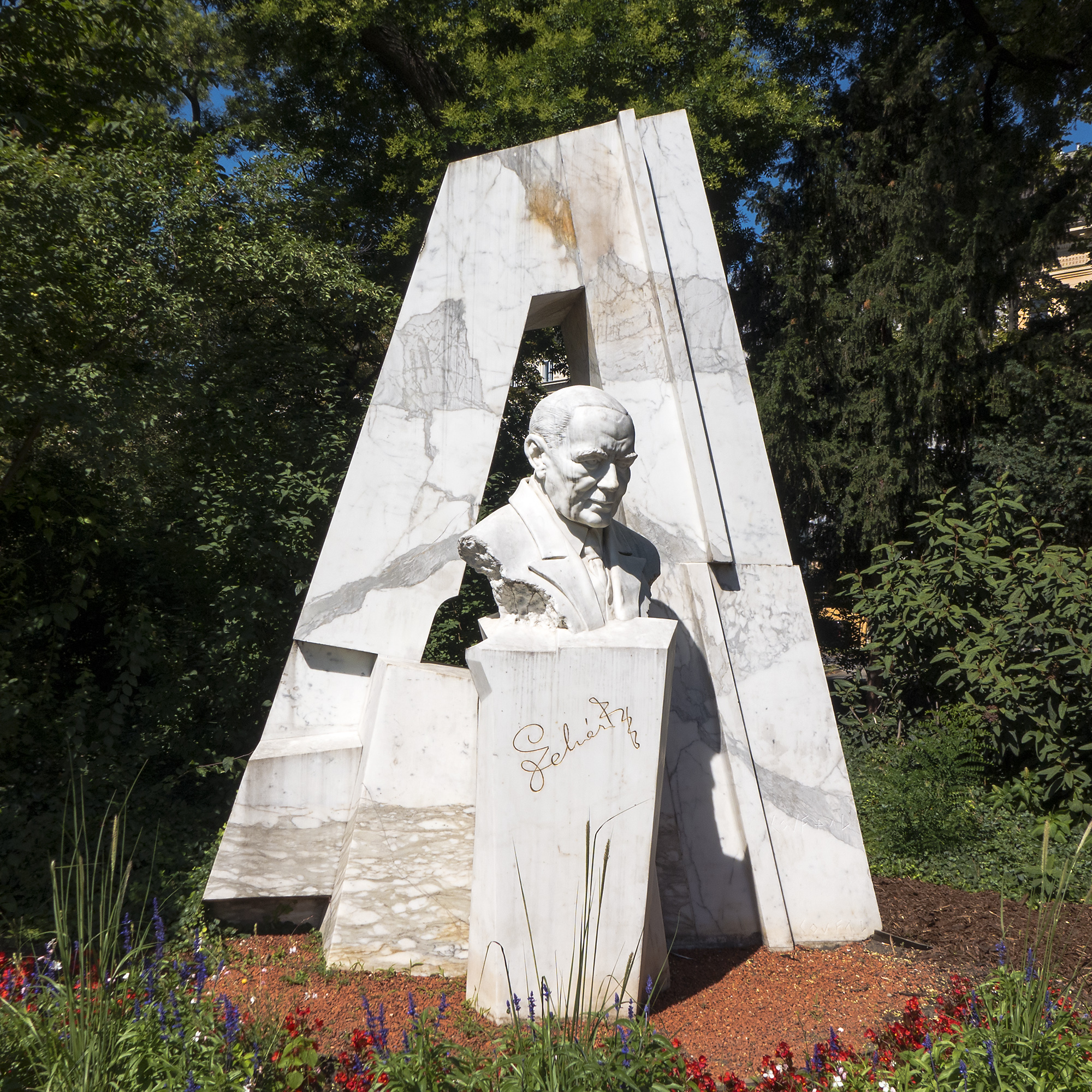
Franz Lehár
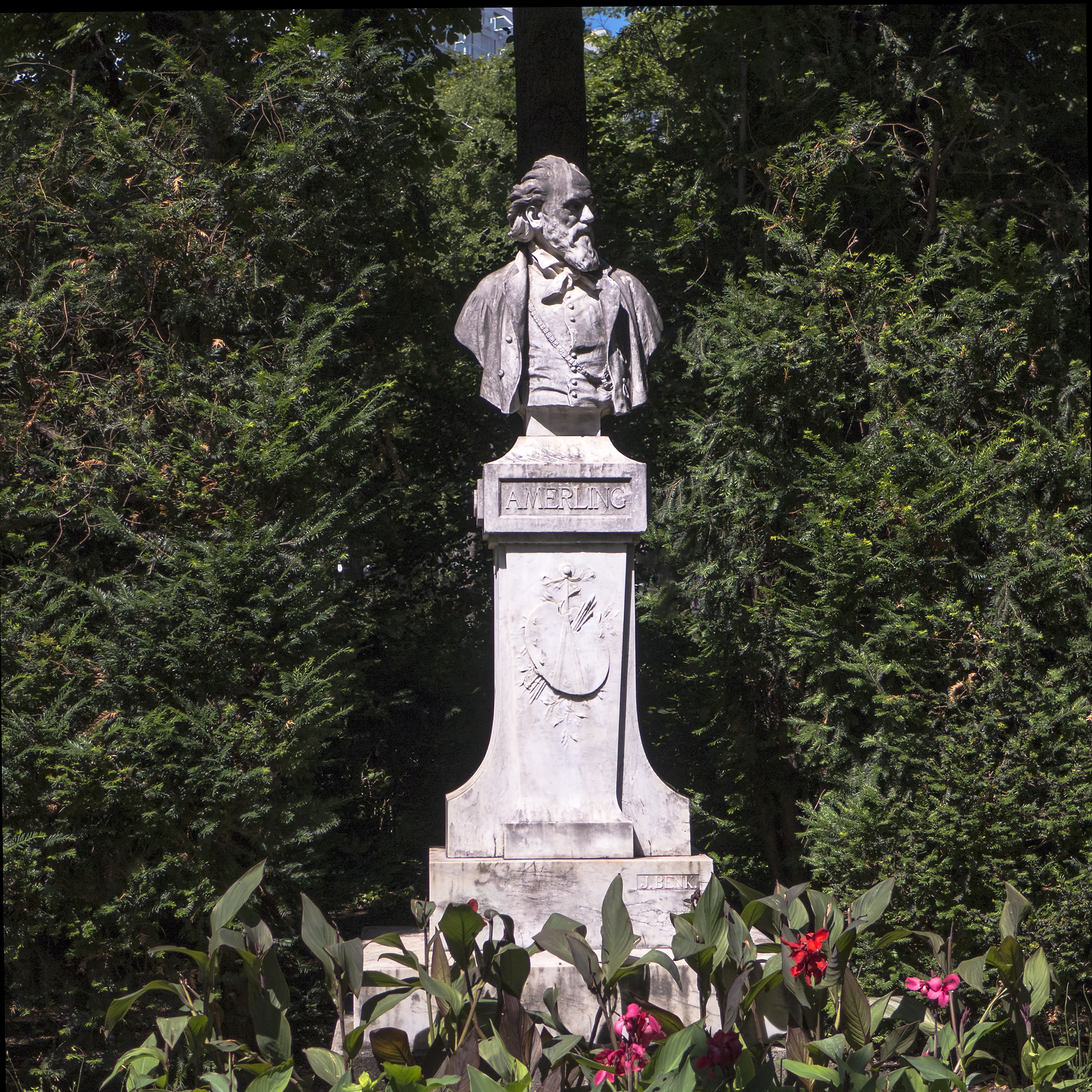
Friedrich von Amerling
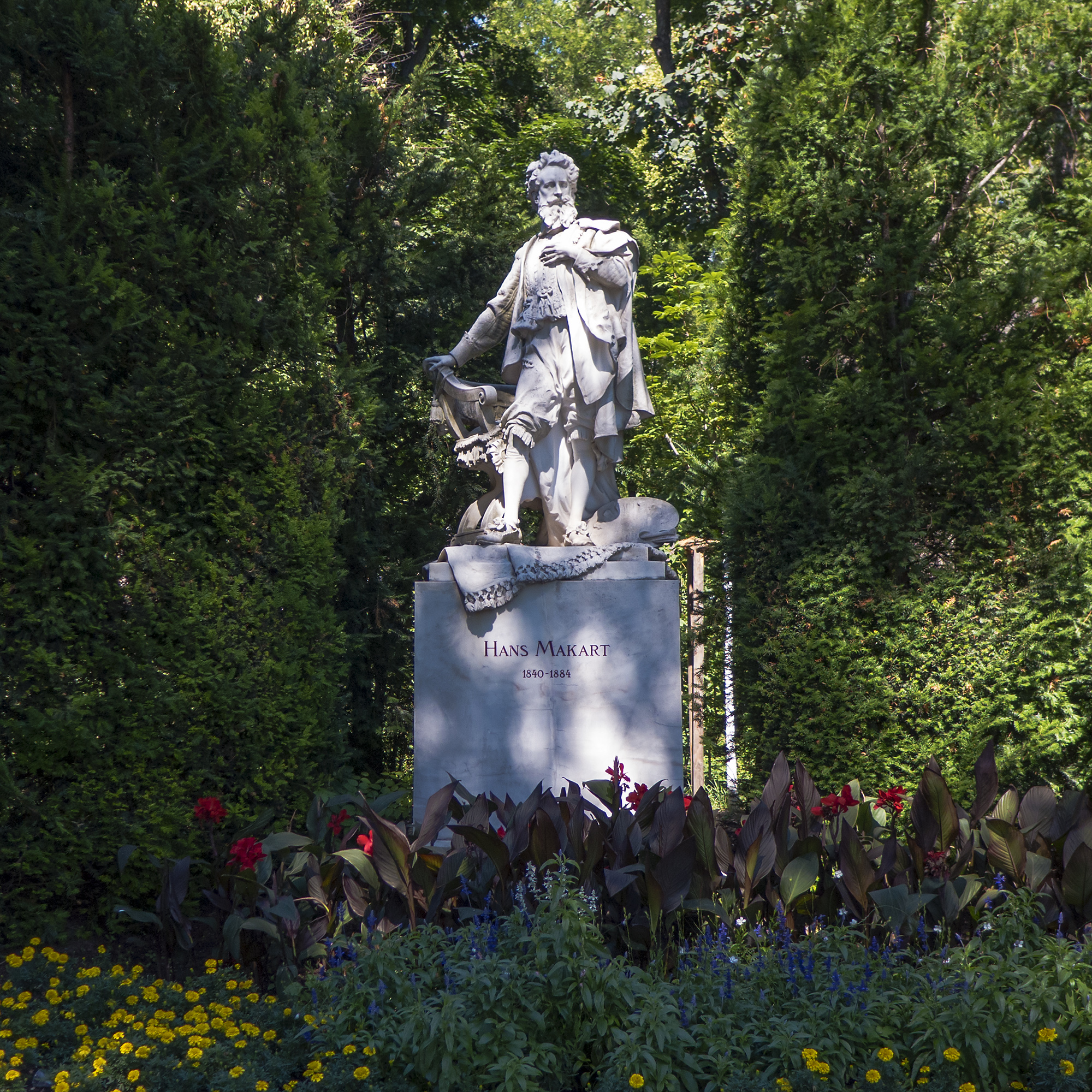
Hans Makart
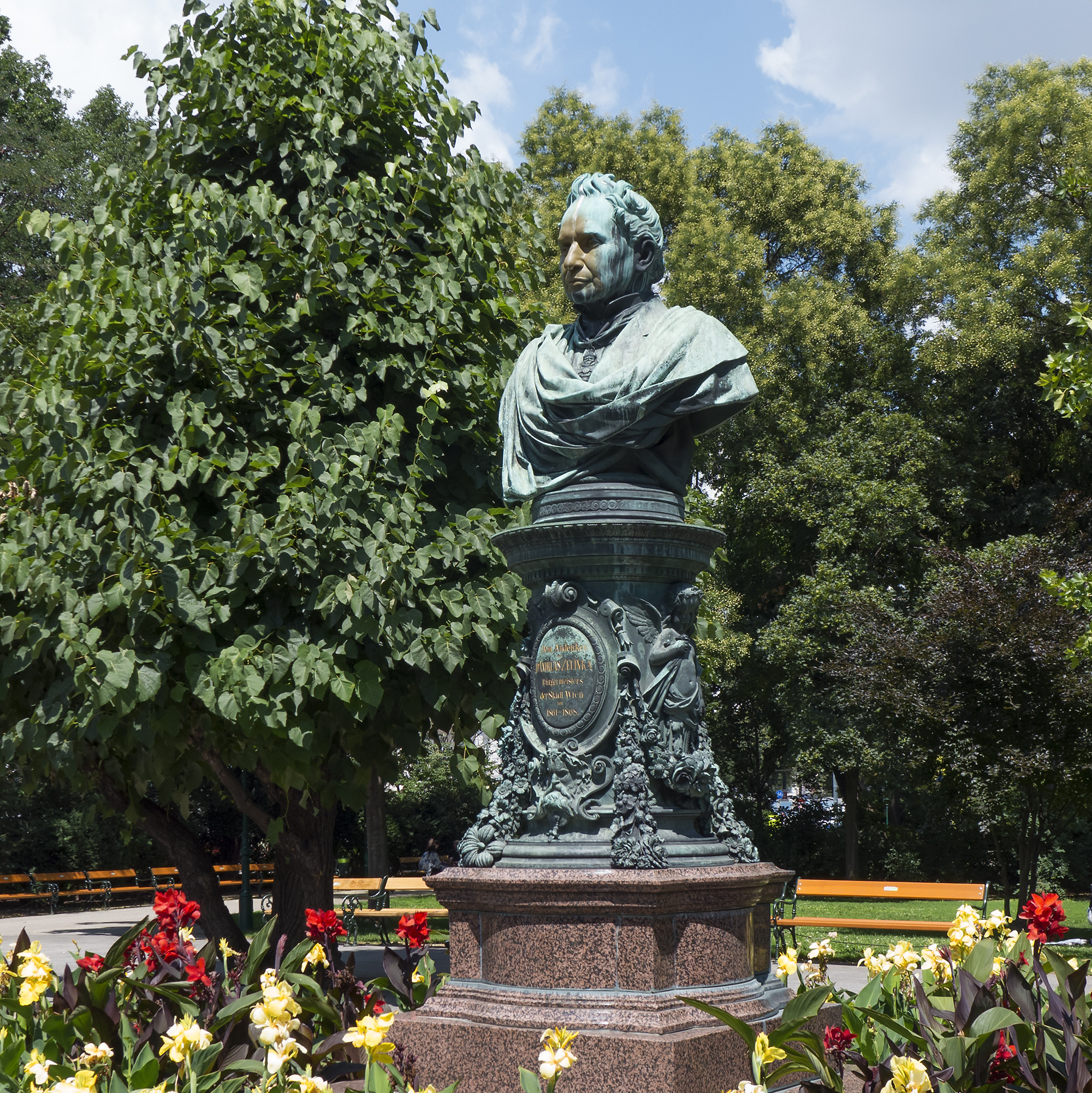
Andreas Zelinka

### U-Bahn-Station

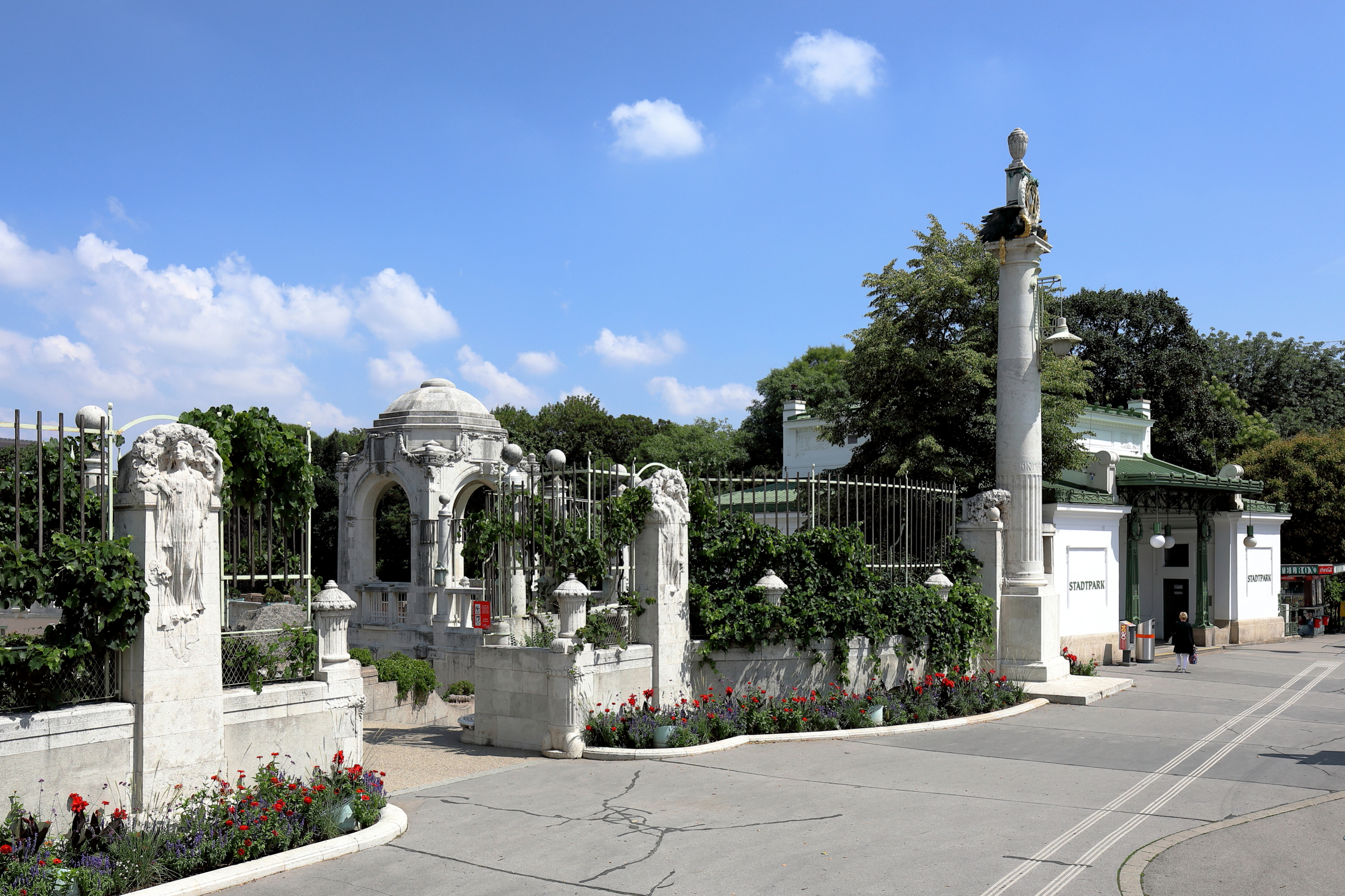
Wienflusseinfassung von Friedrich Ohmann und U-Bahn-Station Stadtpark von Otto Wagner

Die U-Bahn-Station Stadtpark liegt im Süden des Parks und wird von der Linie U4 bedient. Sie wurde am 30. Juni 1899 als Teil der von Otto Wagner konzipierten Wientallinie der Wiener Stadtbahn eröffnet.
Eine weitere U-Bahn-Station befindet sich im Norden des Stadtparks, die Station Stubentor.

### Brücken

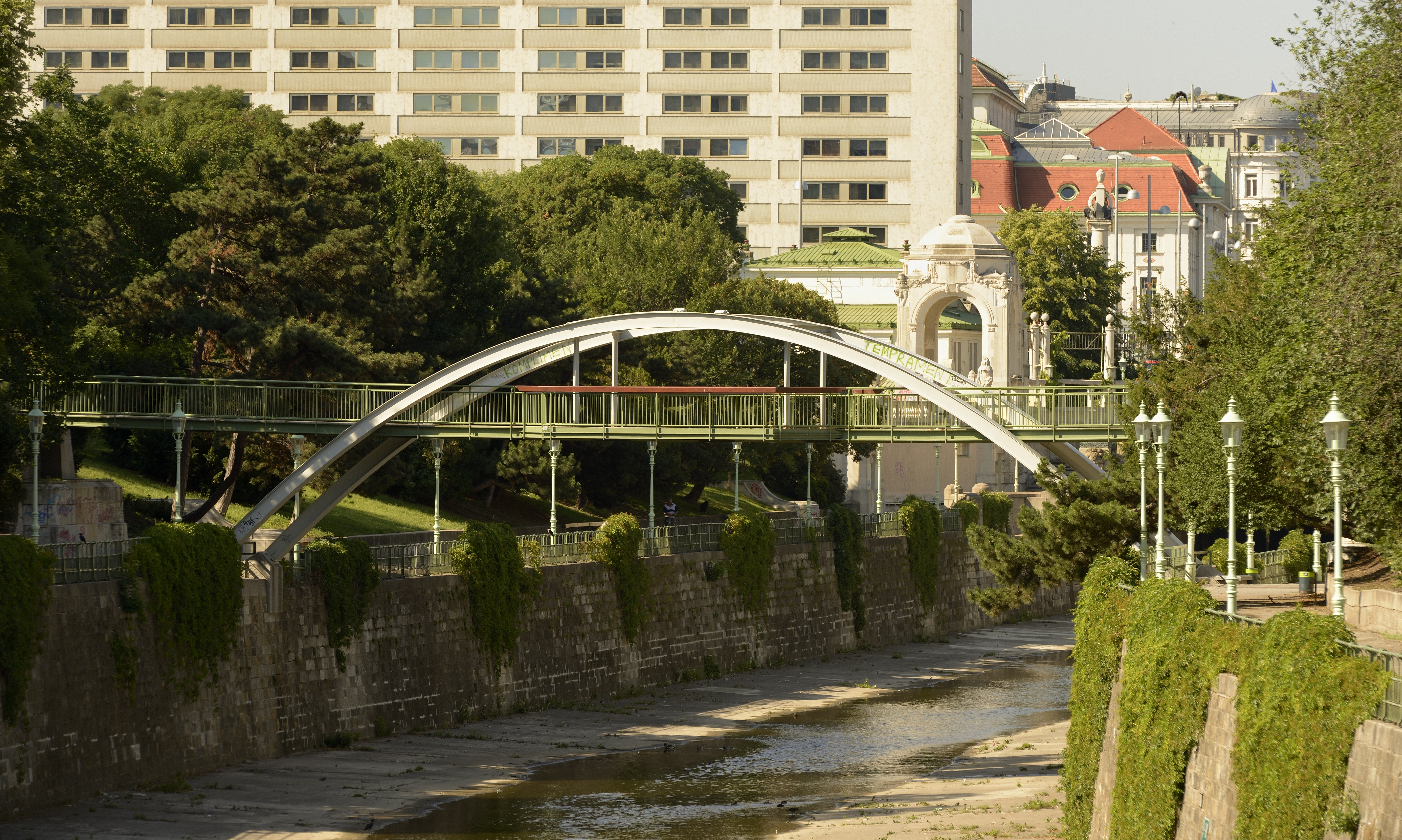
Stadtparksteg über den Wienfluss

Im Stadtpark überqueren zwei Brücken den Wienfluss und verbinden den nordwestlichen mit dem südöstlichen Stadtparkteil. Direkt neben der U-Bahn-Station befindet sich der Stadtparksteg, etwas weiter flussabwärts die Kleine Ungarbrücke.

### Brunnenanlagen

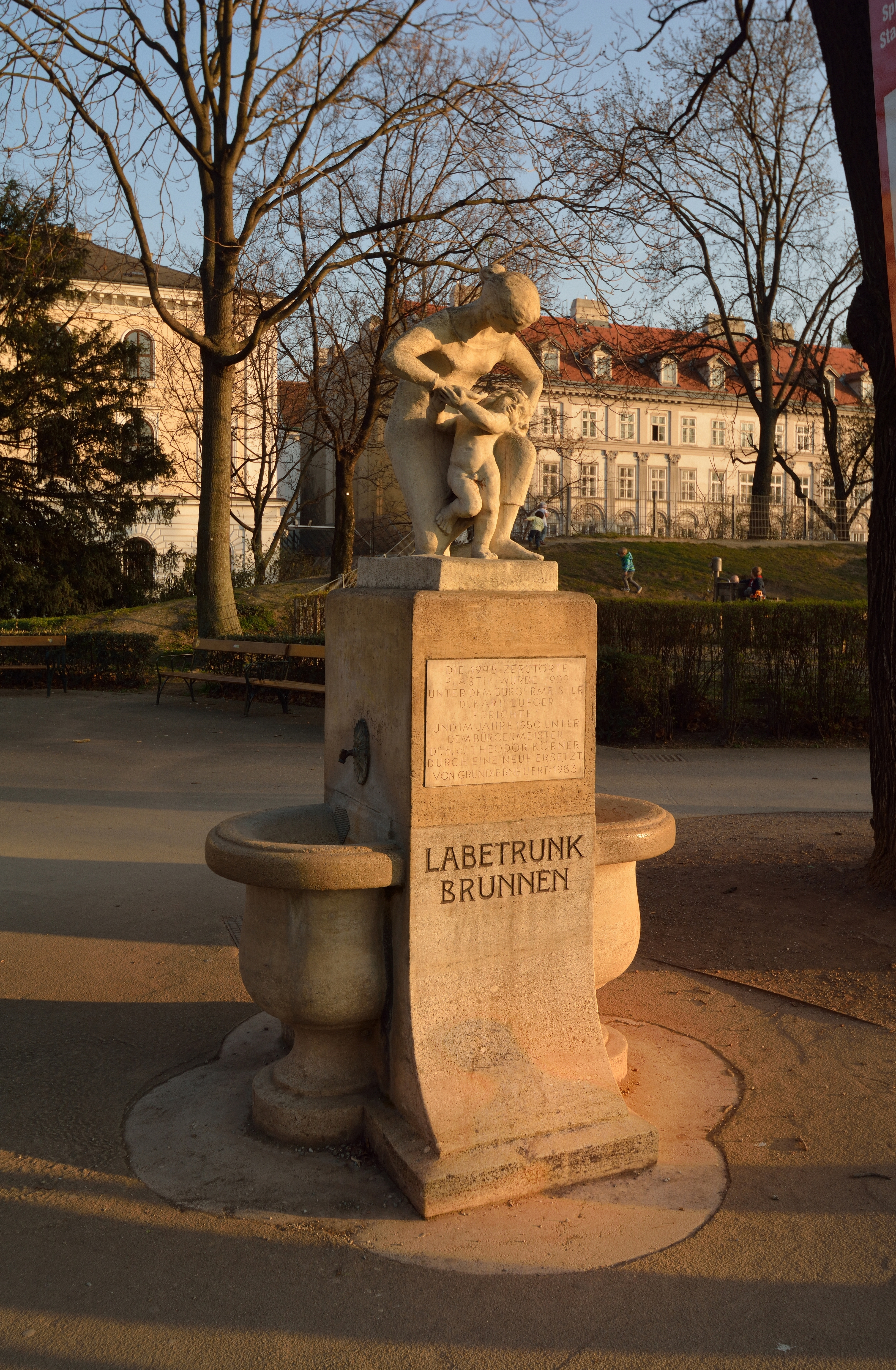
Der Labetrunkbrunnen

Im Stadtpark wurden insgesamt sechs Brunnenanlagen errichtet. Drei davon befinden sich in dem im 1. Gemeindebezirk gelegenen Hauptteil (der Befreiung-der-Quelle-Brunnen, der Donauweibchenbrunnen und der Vogeltränkebrunnen). Im sogenannten Kinderpark im 3. Gemeindebezirk befinden sich der Kneipp-Brunnen, der Labetrunkbrunnen und der Basiliskenbrunnen.

### Meierei

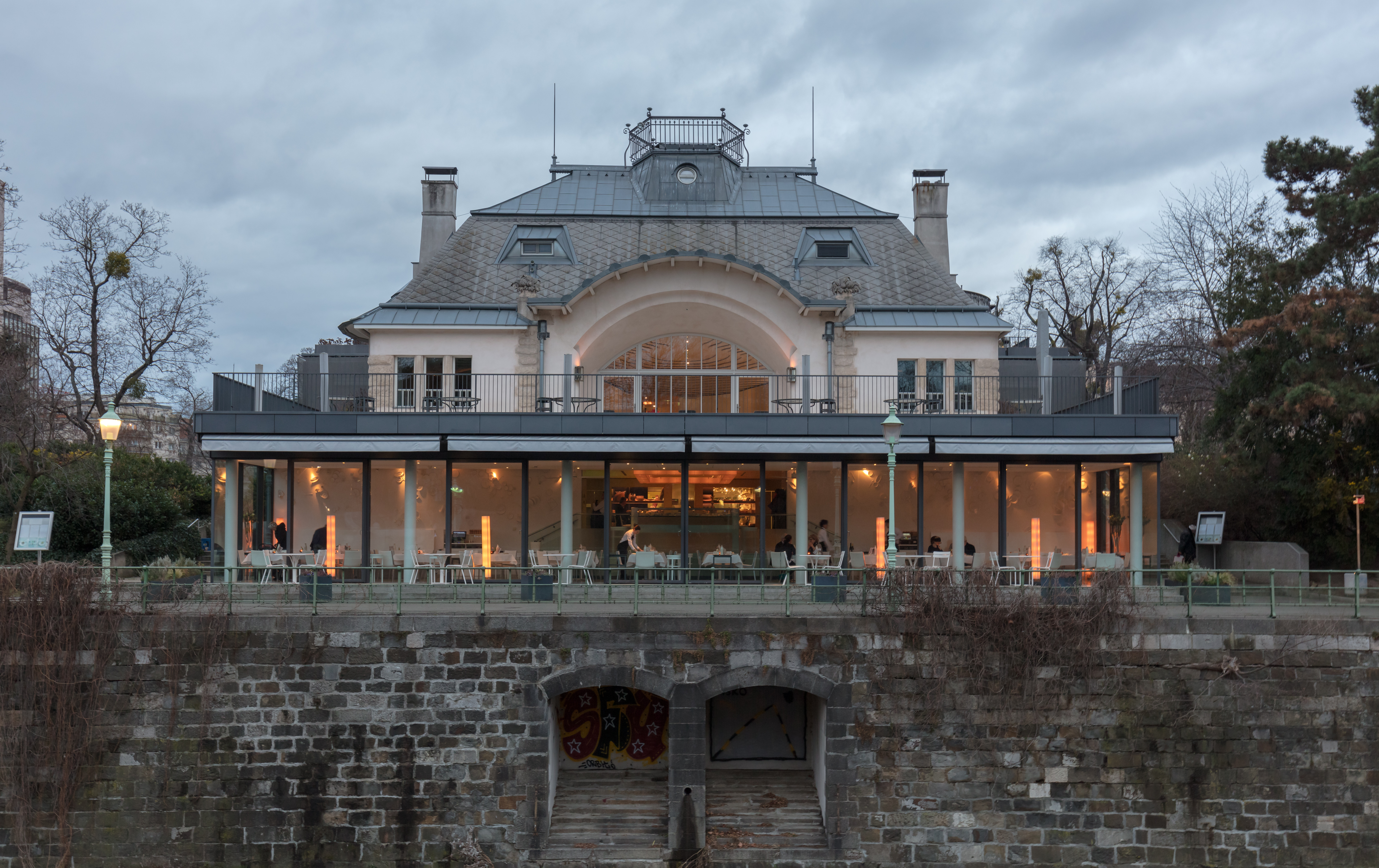
Die ehemalige Milchtrinkhalle

Die ehemalige Milchtrinkhalle wurde als Teil der Wienflussverbauung nach Plänen von Friedrich Ohmann und Josef Hackhofer in den Jahren 1901 bis 1903 erbaut. Während des Zweiten Weltkriegs schwer beschädigt, wurde der Bau danach stark vereinfacht wiederhergestellt. 2004 wurde die Meierei bis auf die Grundmauern abgetragen und verändert als Restaurant neu errichtet. Lediglich die Bekrönung des Mansarddaches stammt aus 1903.
2002 bis 2005 wurde das Gebäude erweitert. Seither kocht Heinz Reitbauer hier.
2014 wurde der Terrassenbereich des Restaurants Steirereck durch einen polygonalen verspiegelten Pavillon ersetzt.

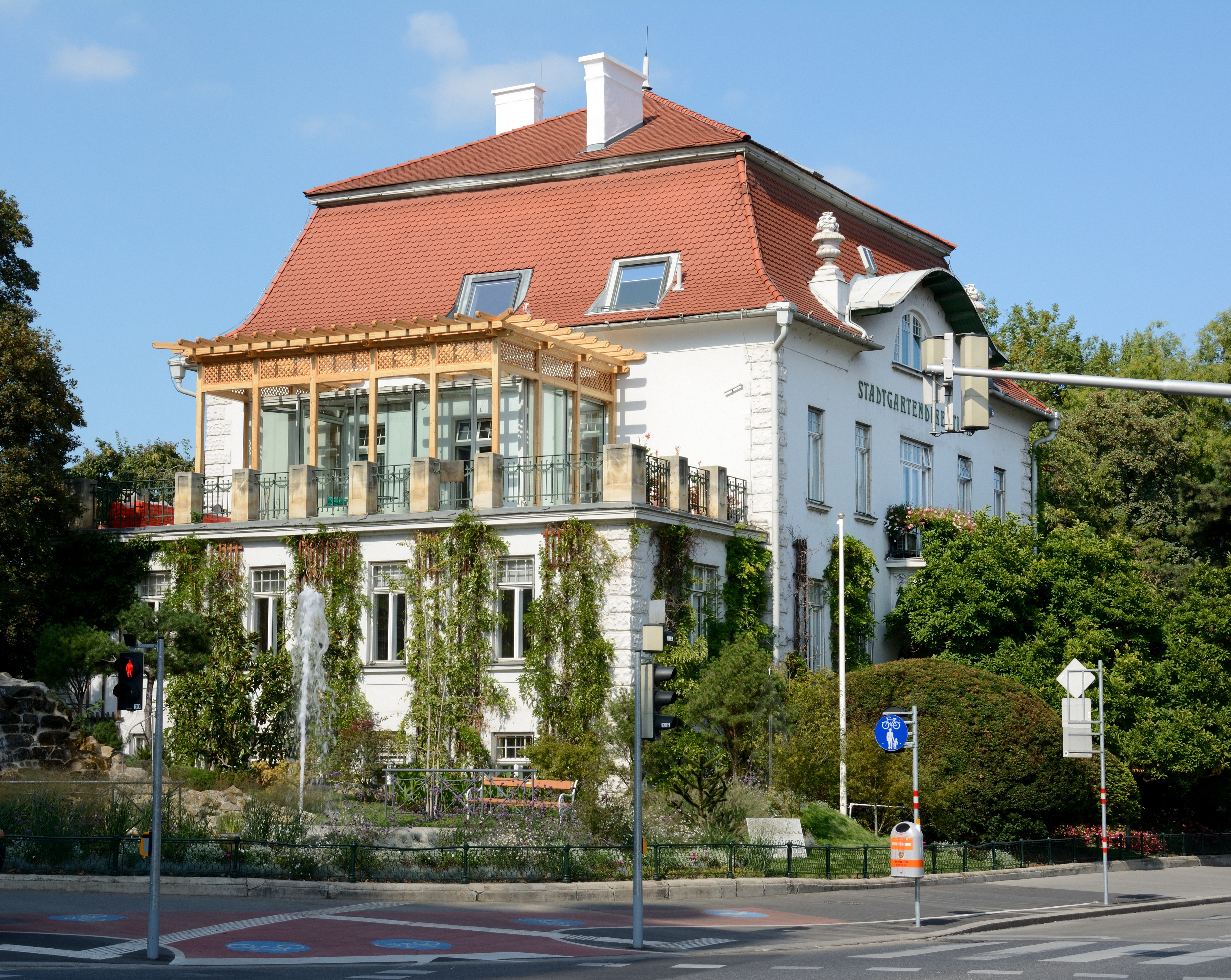
Direktionsgebäude des Stadtgartenamtes (1906/07)

### Stadtgartendirektion
An der Grenze des Kinderparks zu Johannesgasse und Am Heumarkt entstand von 1906 bis 1907 das von Josef Bittner (1879–1945) entworfene Direktionsgebäude des Stadtgartenamtes. Bei der um 1990 vorgenommenen Renovierung erhielt es seine Wandspaliere sowie die Pergola zurück, die allerdings aus Raumnutzungsgründen neu verglast wurde.

### Bepflanzung

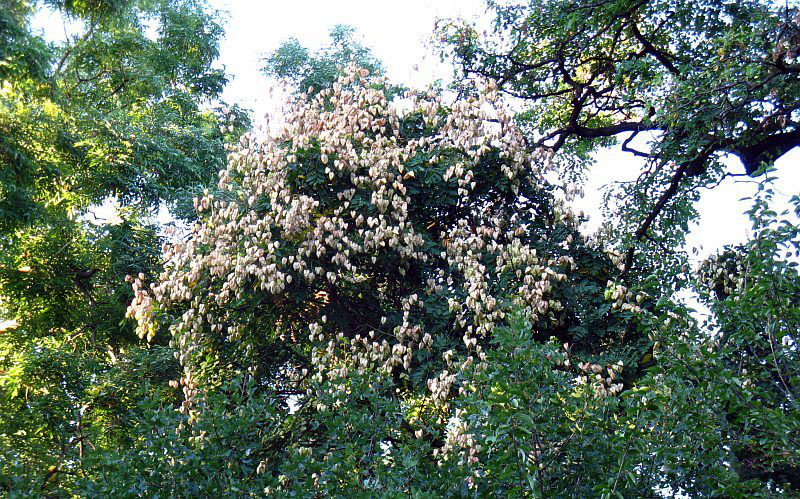
Blasenbaum (Koelreuteria paniculata)

Die Bepflanzung des Stadtparks zeichnet sich durch eine große Artenvielfalt aus und ist auf eine möglichst ganzjährige Blüte ausgerichtet. Durch eine Allee zur Ringstraße werden Lärm und Abgase gefiltert. Einige Gehölze stehen unter Naturschutz, wie etwa ein Ginkgo, ein Christusdorn, eine Pyramidenpappel und eine Kaukasische Flügelnuss.

### Genuss-Festival

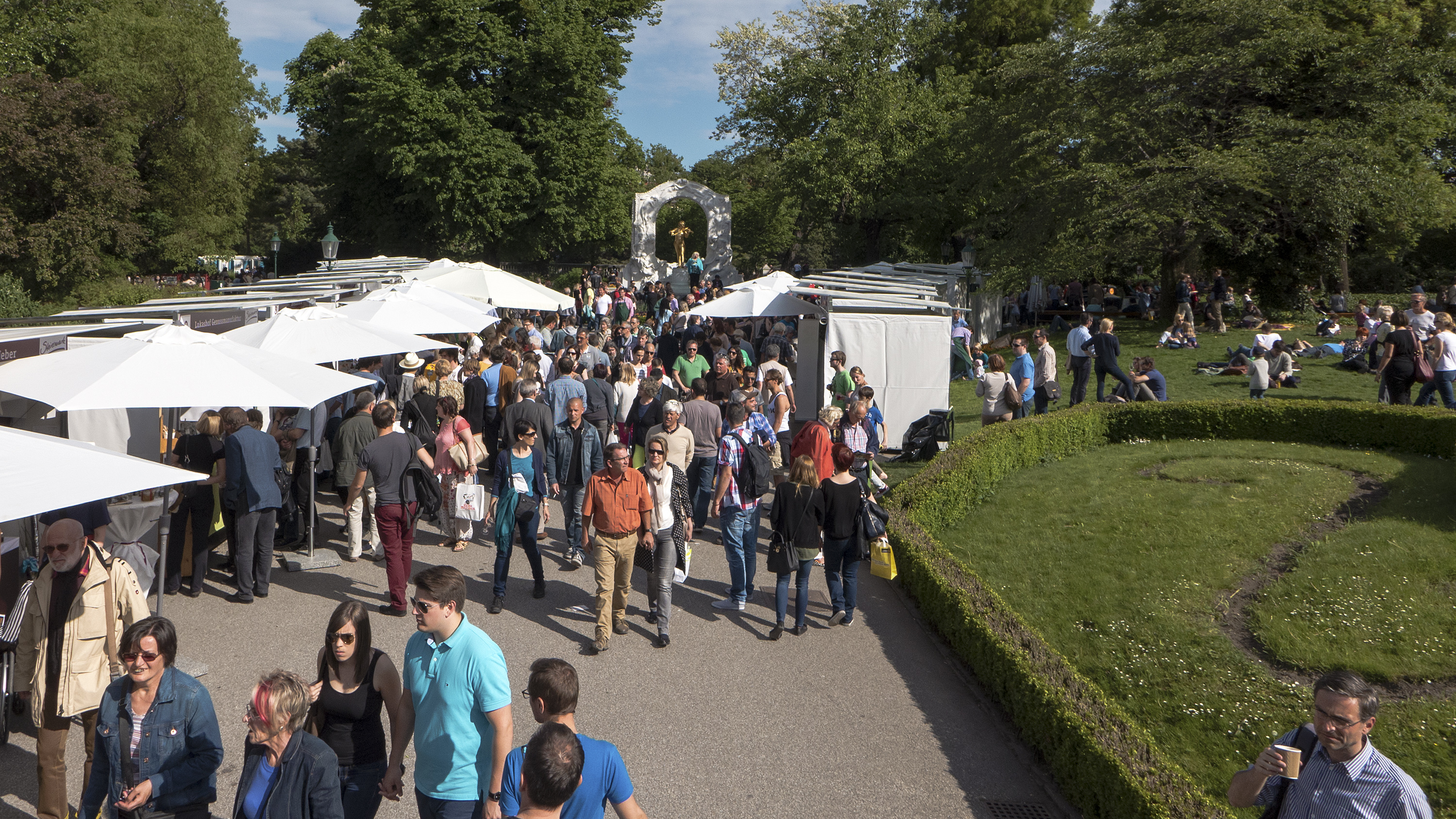
Genuss-Festival 2014

Seit 2008 findet jährlich am Muttertags-Wochenende Anfang Mai im Stadtpark das Genuss-Festival statt. In mehr als 170 Zelten präsentieren Hersteller aus den neun Bundesländern regionale Produkte, die gekauft und bei vielen Ständen auch verkostet werden können. Veranstaltet wird das Festival von der Stadt Wien und dem Verein Kulinarisches Erbe Österreich.